# Овен (съзвездие)
Вижте пояснителната страница за други значения на Овен.
Овен (на латински: Aries) е зодиакално съзвездие, разположено малко на север от небесния екватор. То няма характерна фигура. Трите му най-светли звезди образуват леко извита дъга. През това съзвездие Слънцето преминава от края на април до средата на май. Първи знак в зодиака. Съзвездието има важно астрологическо значение, защото в античността в него се е намирала точката на пролетното равноденствие, т.е. точката, в която Слънцето пресича небесния екватор при движението си от юг на север. В резултат на прецесията точката на пролетното равноденствие сега е изместена в съседното съзвездие Риби. След около 24 000 години точката на пролетното равноденствие отново ще се върне в съзвездието Овен.
Името на съзвездието е превод от латинското му название – Aries. Символизира митологичният овен, чието златно руно е било търсено от Язон и аргонавтите.

## Ярки звезди
- α Ari (чете се Алфа Ариетис) – Хамал – жълт гигант от 2,23 величина, спектрален клас К2, има диаметър 2 пъти по-голям от слънчевия. Името произхожда от арабска дума за овца.
- β Ari (чете се Бета Ариетис) – Шератан – величина 2,27, спектър А5. Това е спектрално двойна звезда с период 107 години. Името идва от арабското „ал шарат“, означаващо „знак“, т.е. знак за започващата пролет.

## Двойни звезди
- γ Ari (чете се Гама Ариетис) – двойка бели звезди от 4,8 величина, отстоящи на 8" /ъглови секунди/ една от друга, леко различими в малък телескоп.
- ε Ari (чете се Епсилон Ариетис) – тясна двойна звезда, компонентите и са съответно 5,2 и 5,5 величина, отстоящи на 1,7" /ъглови секунди/. Разделянето е възможно само при много добри атмосферни условия с поне 6 инчов /150 мм/ телескоп и увеличение поне х200.
- λ Ari (чете се Ламбда Ариетис) – широка двойна звезда, бяла звезда от 4,9 величина и спътник от 7,4 величина, раздалечени на 38" /ъглови секунди/. Лесно се наблюдава в бинокъл.
- π Ari (чете се Пи Ариетис) – синьо-бяла звезда от 5 величина със спътник от 8 величина, на разстояние 3,2". Разделя се в любителски телескоп при увеличение поне х120 – х130. Според някои източници двете звезди нямат физическа връзка помежду си и са само оптична двойка.

## Галактики
- NGC 772 – спирална галактика със странна форма – има само един спирален ръкав. Намира се на един ъглов градус от двойната звезда γ Ari. Галактиката има относителна звездна величина 10,3, видим размер 7,1' x 4,5'. Труден обект за любителската техника. Според доклади на любители-астрономи във visualdeepsky.org  Архив на оригинала от 2007-11-30 в Wayback Machine. е забелязвана с помощта на 8 инчов /200 мм/ телескоп при перфектни атмосферни условия.

## Метеорни потоци
В съзвездието Овен са радиантите на три немного обилни метеорни потока: Майски ариетиди, Епсилон ариетиди и Юнски ариетиди. Максимумите и на трите са в периода на годината, когато съзвездието е в светлата част на небето и не могат да се наблюдават визуално. Четвърти известен метеорен поток, Ариес-триангулиди (с максимум през септември), е регистриран за пръв път през 1993 г. В последните години има нулева активност и се счита за изчезнал.